# Gottsha
Gottsha, nascida Sandra Maria Braga Gottlieb (Rio de Janeiro, 4 de outubro de 1969), é uma cantora, dubladora e atriz brasileira.

## Biografia
Cantora do estilo eurodance, teve seu primeiro sucesso tocado nas rádios em 1994. No One to Answer, que deu nome ao seu primeiro Álbum, lançado pela gravadora Spottligth Record, foi distribuído e bem aceito em cerca de 50 países. Foi a primeira cantora brasileira a gravar somente em Inglês músicas inéditas compostas por brasileiros e tendo seu 1o. Álbum totalmente gravado no Brasil. Break Out, seu segundo grande hit foi utilizado em quase todas as academias de ginástica do País, pelos som e ritmo contagiantes. Logo depois vieram Mr. Jam, Any Second e Lulu Joppert. Desde então, gravou muitas outras canções. Seu videoclipe No one to Answer, lançado na MTV, concorreu ao prêmio de melhor do ano, ficando entre os dez primeiros.
No ano de 1997 ela fez a sua estréia profissional no teatro, com o musical As Malvadas (de Charles Möeller e Cláudio Botelho). Em 1998, Gottsha voltou a soltar a voz no single I Love The Night Life cantada no espetáculo As Malvadas.  Em 1999 esteve no espetáculo infantil Quem Inventou o Brasil? (de Karen Acioly), e em 2000, em mais um musical, Cole Porter - Ele Nunca Disse que Me Amava, também de Charles Möeller e Cláudio Botelho, que esteve três anos em cartaz, batendo todos os recordes de público dos teatros em que se exibiram. Por esta participação, recebeu o Prêmio Qualidade Brasil de Atriz Revelação de Teatro 2000. Também esse musical foi apresentado em Portugal, com muito sucesso, no Cassino Estoril.
Ainda nos palcos, ela participou em 2002 do musical Godspell, e no ano seguinte de Suburbano Coração, e em 2004 do musical Tudo É Jazz!, sucesso de crítica e público.
Gottsha mantém impresso o seu toque melódico em todos os trabalhos que realizou; seja no teatro, na televisão ou no cinema; como fez em 2002, dublando a personagem Roz no filme da Disney, Monstros S.A.. Já na televisão, em 2004, a artista viveu a cantora encrenqueira Carmem Santana da telenovela Celebridade, da TV Globo.
Em 2005, participou da telenovela Senhora do Destino de Aguinaldo Silva, na Rede Globo. Em 2006, ao lado de Alessandra Verney, estrelou Movie Stars. Sonho antigo de cantar as músicas de sucesso dos cinemas estadunidense e brasileiro, inclusive infantis da Disney, esse show resultou num convite para o Programa do Jô, que foi exibido dia 27 de julho de 2006.
Participou dos musicais Chiquinha Gonzaga (ao lado de Rosamaria Murtinho) tendo inclusive participado da minissérie de mesmo nome da TV Globo e Tudo É Jazz!, de Charles Moeller e Cláudio Botelho.
Substituiu a atriz Elisângela na peça A Vida Privada É uma Comédia durante a tournê pelo Brasil, peça baseada no homônimo de Luiz Fernando Veríssimo, onde pode demonstrar sua versatilidade como comediante.
Quando convidada em maio 2006, gravou a música inédita Time 2 Love para a Som Livre, CD Cobras e Lagartos - Internacional,  recordando o ritmo que incluiu seu nome nas listas de Hit Parades mundiais.
Em setembro de 2006, participou do musical Sucessos da Atlântida, homenagem aos cem anos de Oscarito, no Teatro II do  CCBB, onde foram relembradas as canções e cantores de maior sucesso daquela época. Em outubro esteve no Teatro Café Pequeno.
Em 30 de outubro recebeu o Diploma e a Medalha de Mérito Cultural Tomé de Souza (FALASP), pelo mérito de suas atuações para a expansão cultural do Brasil.
Em 2010, fez parte da trilha sonora da novela Tititi.
Em 2016/2017 participou ao lado de Marcelo Médici, Jana Amorim, e grande elenco da montagem brasileira do musical The Rocky Horror Show, de Richard O'Brien, dirigida por Charles Möeller e Claudio Botelho, onde interpretou as personagens Baleira e Magenta.

## Carreira

### Televisão
| Ano  | Título             | Papel                 |
| ---- | ------------------ | --------------------- |
| 2015 | Acredita na Peruca | Coral                 |
| 2012 | As Brasileiras     | Sandra                |
| 2011 | Ti Ti Ti           | Madame Linda Ferguson |
| 2010 | A Vida Alheia      | Nelma                 |
| 2007 | Duas Caras         | Eunice / Diva         |
| 2004 | Senhora do Destino | Crescilda             |
| 2003 | Celebridade        | Carmem Santana        |
| 1999 | Chiquinha Gonzaga  | Dalva                 |

### Como Cantora
- No One To Answer (1995)[2]
- I Love The Night Life (1998)[2]
- Cobras e Lagartos (2006)[2]
- Ti Ti Ti (2010) [8]

### Dublagens
| Ano  | Título                             | Papel                              |
| ---- | ---------------------------------- | ---------------------------------- |
| 1997 | A Bela e a Fera: O Natal Encantado | (Música dos Créditos do filme)     |
| 2001 | Monstros S.A.                      | Roz                                |
| 2011 | Enrolados                          | Gothel                             |
| 2014 | Frozen - Uma Aventura Congelante   | Bulda                              |
| 2015 | Alisa - A Esperança do Universo    | Angelina                           |
| 2017 | Enrolados Outra Vez - A Série      | Gothel (episódio "Mas que Cabelo") |
| 2020 | Frozen 2                           | Bulda                              |

### Teatro
| Ano       | Título                                      | Gênero   |
| --------- | ------------------------------------------- | -------- |
| 1997      | As Malvadas                                 | Musical  |
| 1998-1999 | Ô Abre Alas ( A vida de Chiquinha Gonzaga ) | Musical  |
| 1999      | Quem Inventou o Brasil                      | Infantil |
| 2000-2003 | Ele Nunca Disse que me Amava                | Musical  |
| 2002      | Godspell                                    | Musical  |
| 2003      | Suburbano Coração                           | Musical  |
| 2004      | Tudo É Jazz!                                | Musical  |
| 2006      | Sucessos de Atlântida                       | Musical  |
| 2006      | Hans o Faz Tudo                             | Infantil |
| 2006-2007 | A Vida Privada é Uma Comédia                | Comédia  |
| 2008      | 7, O Musical                                | Musical  |
| 2007      | Beatles Num Céu de Diamante                 | Musical  |
| 2009-2010 | Oui, Oui... A França é Aqui!                | Musical  |
| 2011      | 4 Faces do Amor                             | Musical  |
| 2012      | Xanadu                                      | Musical  |
| 2013      | Como Vencer na Vida sem Fazer Força         | Musical  |
| 2014      | Ás Terças                                   | Comédia  |
| 2013      | Um Natal pra Nós Dois                       | Musical  |
| 2015-2016 | Como Eliminar Seu Chefe                     | Musical  |
| 2016-2017 | Rocky Horror Show                           | Musical  |
| 2017      | O Homem no Espelho                          | Musical  |
| 2017-2018 | A Noviça Rebelde                            | Musical  |
| 2019      | Cole Porter— Ele Nunca Disse que Me Amava   | Musical  |
| 2019      | BIBI - Uma Vida em um Musical               | Musical  |
| 2021      | Cinderella                                  | Musical  |
| 2023-24   | Mamma Mia                                   | Musical  |

## Prêmios
| Ano  | Prêmio                                                 | Categoria       | Interpretação                         |
| ---- | ------------------------------------------------------ | --------------- | ------------------------------------- |
| 2000 | Prêmio Qualidade Brasil                                | Atriz Revelação | Musical- Ele Nunca Disse que Me Amava |
| 2006 | Diploma e Medalha ( Tomé de Souza )                    | Mérito Cultural | PELA CARREIRA EM GERAL                |
| 2016 | Prêmio São Sebastião da Arquidiocese do Rio de Janeiro | Cultura         | PELA CARREIRA EM GERAL                |